# پلزنت هیل، شهرستان ایندیپندنس، آرکانزاس
پلزنت هیل (به انگلیسی: Pleasant Hill) یک منطقهٔ مسکونی در ایالات متحده آمریکا است که در شهرستان ایندیپندنس، آرکانزاس واقع شده‌است. پلزنت هیل ۱۰۳٫۹۴ متر بالاتر از سطح دریا واقع شده‌است.